# KTM-31
KTM-31 (ros. КТМ-31, także 71-631) – typ przegubowego, sześcioosiowego wagonu tramwajowego, produkowanego w rosyjskich zakładach UKWZ. Według stanu z lutego 2016 r. wyprodukowano 31 egzemplarzy (w tym 15 modyfikacji 71-631-02), z czego 27 jest eksploatowanych w Petersburgu, a 4 w Dyneburgu. Pierwsze trzy wagony przechodziły jazdy próbne w Złatouście, inny egzemplarz testowano w Czelabińsku. W 2012 r. wartość tramwaju wynosiła 41 mln rubli.
Udział niskiej podłogi wynosi 72%. Pudło wagonu zbudowane jest z trzech członów połączonych przegubami; człony opierają się na trzech dwuosiowych wózkach, przy czym skrajne wózki są napędowe, a środkowy toczny. Wagon zasilany jest silnikami asynchronicznymi.

## Oznaczenie
Wagon posiada dwa oznaczenia: oficjalne 71-631 i nieoficjalne КТМ-31.
Znaczenie poszczególnych cyfr w oficjalnym oznaczeniu:
- 7 – tramwaj,
- 1 – Rosja (kraj produkcji),
- 6 – producent (UKWZ),
- 31 – numer modelu.

КТМ jest skrótem od Kirowskij Tramwaj Motornyj, model 31 (ros. Кировский Трамвай Моторный, модель 31, pol. Kirowski Tramwaj Silnikowy, model 31).

## Historia
Konstrukcja wagonu typu KTM-31 została opracowana w 2011 r. na bazie tramwaju typu KTM-23, uwzględniono również wnioski wynikające z eksploatacji prototypowego tramwaju KTM-30. Prototypowy egzemplarz jest tramwajem trójczłonowym, jednostronnym; został zakupiony przez Petersburg, choć początkowo planowano dostarczenie go do Kijowa; tramwaj otrzymał nawet żółto-niebieskie malowanie i ukraińskie napisy. Do końca 2012 r. petersburski przewoźnik Gorelektrotrans zamówił jeszcze pięć sztuk przegubowego, dwustronnego wagonu tramwajowego typu KTM-31.

## Produkowane odmiany

### 71-631
Trójczłonowy, jednokierunkowy, jednostronny, niskopodłogowy wagon tramwajowy. Do wnętrza prowadzi sześcioro drzwi, zlokalizowanych po prawej stronie pudła: czworo drzwi jest dwuczęściowych, a dwoje jednoczęściowych. Ogółem wyprodukowano osiem sztuk.

### 71-631-02
Trójczłonowy, dwukierunkowy, obustronny wagon tramwajowy. Dostęp do przedziału pasażerskiego umożliwia ośmioro drzwi, zamontowanych po obu stronach wagonu: czworo drzwi jest dwuczęściowych, a czworo jednoczęściowych. Wytworzono piętnaście egzemplarzy tego typu.

## Eksploatacja
| Państwo | Miasto     | Przewoźnik          | Typ       | Lata dostaw | Liczba |  |
| ------- | ---------- | ------------------- | --------- | ----------- | ------ |  |
| Rosja   | Petersburg | Gorelektrotrans     | 71-631    | 2012–2014   | 12     |  |
| Rosja   | Petersburg | Gorelektrotrans     | 71-631-02 | 2012–2013   | 15     |  |
| Łotwa   | Dyneburg   | Daugavpils Satiksme | 71-631    | 2014        | 4      |  |

## Porównanie z tramwajami konkurencji
| Porównanie tramwaju typu 71-631 z tramwajami produkowanymi przez konkurencyjne zakłady w WNP | Porównanie tramwaju typu 71-631 z tramwajami produkowanymi przez konkurencyjne zakłady w WNP | Porównanie tramwaju typu 71-631 z tramwajami produkowanymi przez konkurencyjne zakłady w WNP | Porównanie tramwaju typu 71-631 z tramwajami produkowanymi przez konkurencyjne zakłady w WNP | Porównanie tramwaju typu 71-631 z tramwajami produkowanymi przez konkurencyjne zakłady w WNP |
| 71-631/71-631-02                                                                             | LWS-2009                                                                                     | AKSM-843                                                                                     | 71-409                                                                                       |                                                                                              |
| Producent                                                                                    | Producent                                                                                    | Producent                                                                                    | Producent                                                                                    | Producent                                                                                    |
| -------------------------------------------------------------------------------------------- | -------------------------------------------------------------------------------------------- | -------------------------------------------------------------------------------------------- | -------------------------------------------------------------------------------------------- | -------------------------------------------------------------------------------------------- |
| UKWZ                                                                                         | PTMZ                                                                                         | Biełkommunmasz                                                                               | Uraltransmasz                                                                                |                                                                                              |
| Lata produkcji                                                                               |                                                                                              |                                                                                              |                                                                                              |                                                                                              |
| 2011–dziś                                                                                    | 2008–2012                                                                                    | 2010–dziś                                                                                    | od 2011                                                                                      |                                                                                              |
| Liczba wyprodukowanych sztuk (stan na lipiec 2015 r.)                                        |                                                                                              |                                                                                              |                                                                                              |                                                                                              |
| 31                                                                                           | 11                                                                                           | 28                                                                                           | 2                                                                                            |                                                                                              |
| Miejsca eksploatacji                                                                         |                                                                                              |                                                                                              |                                                                                              |                                                                                              |
| Petersburg (27) Dyneburg (4) Czelabińsk (1, sprzedany do Petersburga)                        | Wołgograd (10) Kijów (1)                                                                     | Kazań (20) Mińsk (5) Petersburg (3)                                                          | Niżny Nowogród (1, przechodzi jazdy próbne) Wołgograd (1, przechodzi jazdy próbne)           |                                                                                              |
| Wymiary (długość, szerokość, wysokość), mm                                                   |                                                                                              |                                                                                              |                                                                                              |                                                                                              |
| 28050 х 2500 х 3700                                                                          | 31500 х 2550 х 3150                                                                          | 25400 х 2500 х 3900                                                                          | 21355 х 2500 х 3280                                                                          |                                                                                              |
| Niskopodłogowość, %                                                                          |                                                                                              |                                                                                              |                                                                                              |                                                                                              |
| 72                                                                                           | 43                                                                                           | 80                                                                                           | 100                                                                                          |                                                                                              |
| Liczba miejsc ogółem                                                                         |                                                                                              |                                                                                              |                                                                                              |                                                                                              |
| 291 (8 os./m²), 201 (5 os./m²)                                                               | 225 (5 os./m²)                                                                               | 226 (8 os./m²)                                                                               | 210 (8 os./m²)                                                                               |                                                                                              |
| Мasa, kg                                                                                     |                                                                                              |                                                                                              |                                                                                              |                                                                                              |
| 37 000                                                                                       | 42 000                                                                                       | b.d.                                                                                         | 25 000                                                                                       |                                                                                              |
| Prędkość maksymalna, km/h                                                                    |                                                                                              |                                                                                              |                                                                                              |                                                                                              |
| 75                                                                                           | 75                                                                                           | 100                                                                                          | 75                                                                                           |                                                                                              |
| Liczba i moc silników, kW                                                                    |                                                                                              |                                                                                              |                                                                                              |                                                                                              |
| 4 × 125                                                                                      | 8 × 90                                                                                       | 4 × 105                                                                                      | 8 × 47,5                                                                                     |                                                                                              |

## Galeria

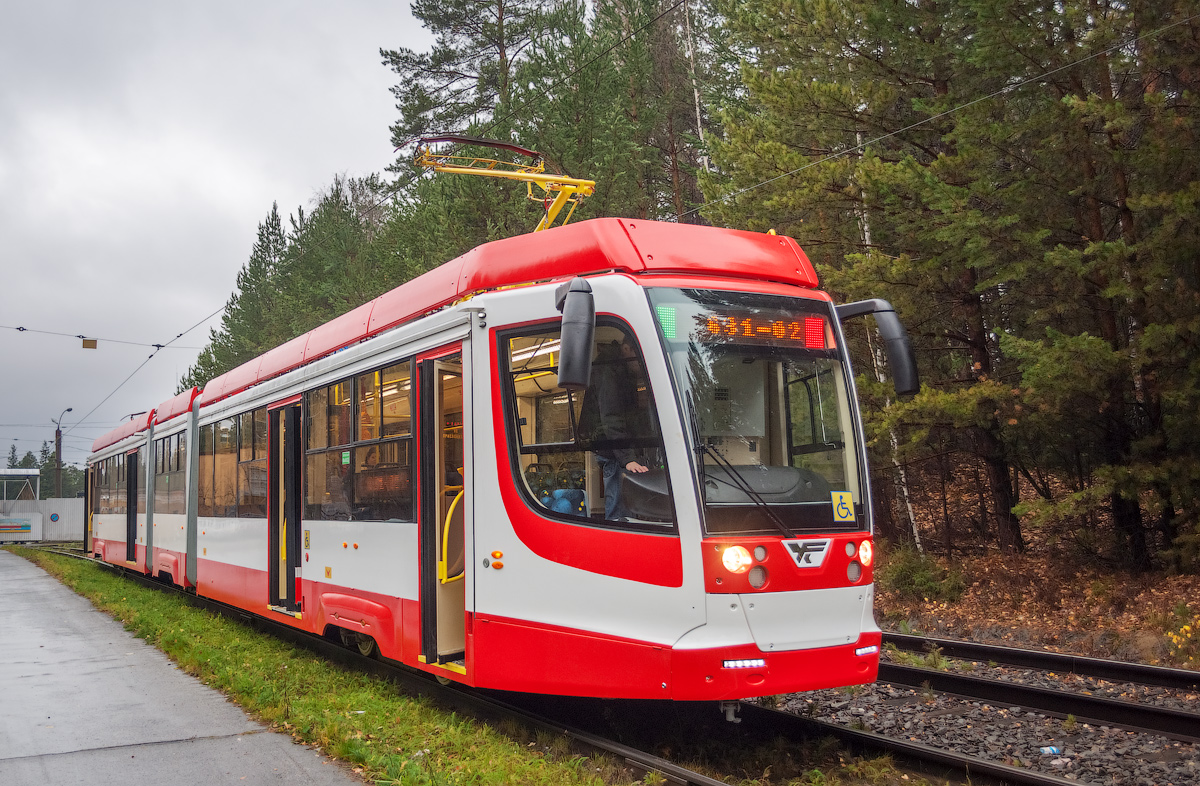
71-631-02 w Złatouście (październik 2012 r.)
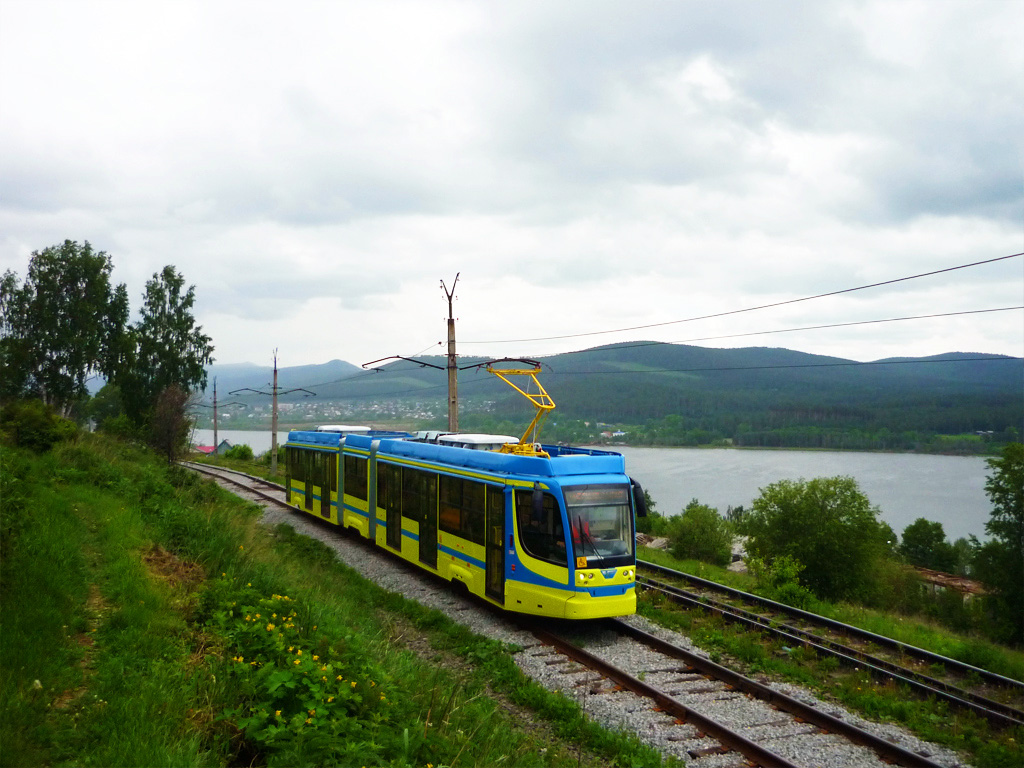
71-631 w malowaniu żółto-niebieskim
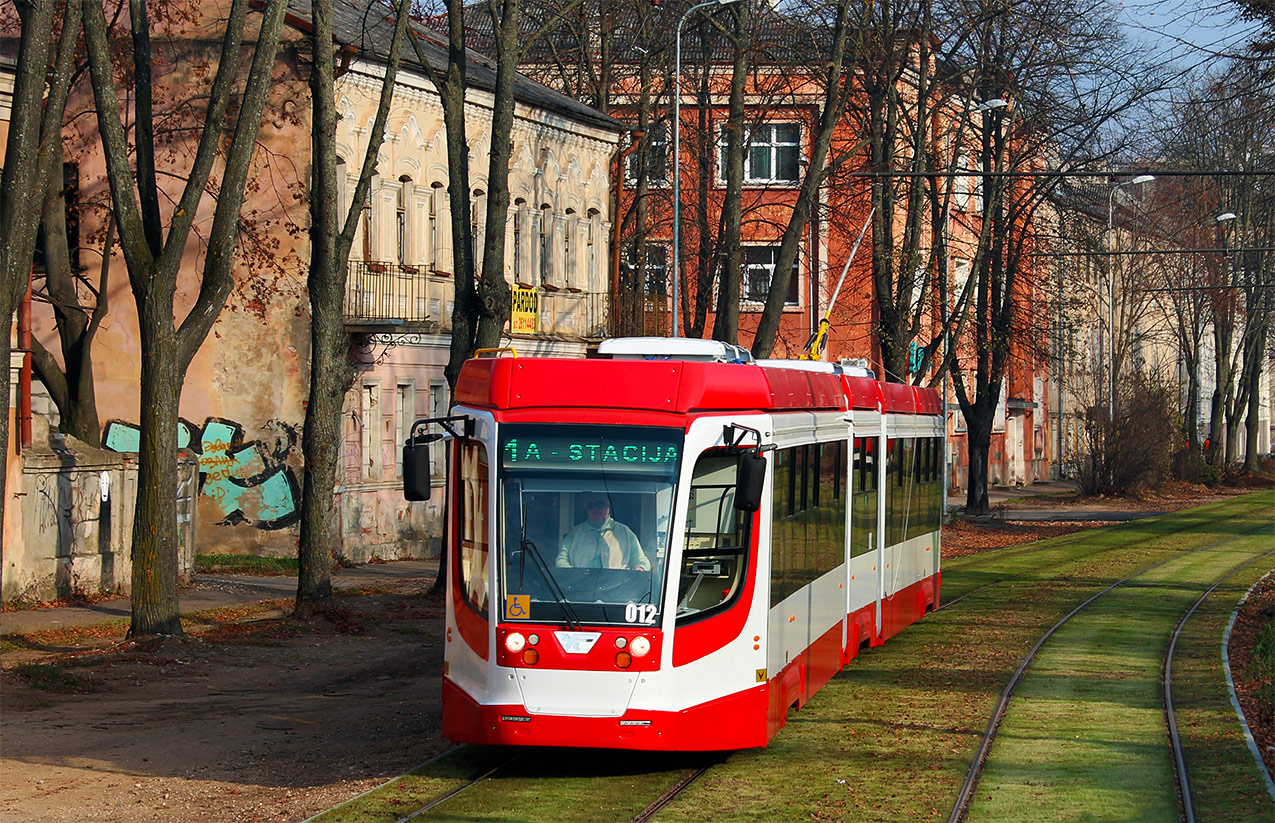
71-631 w Dyneburgu
71-631-02 w Petersburgu
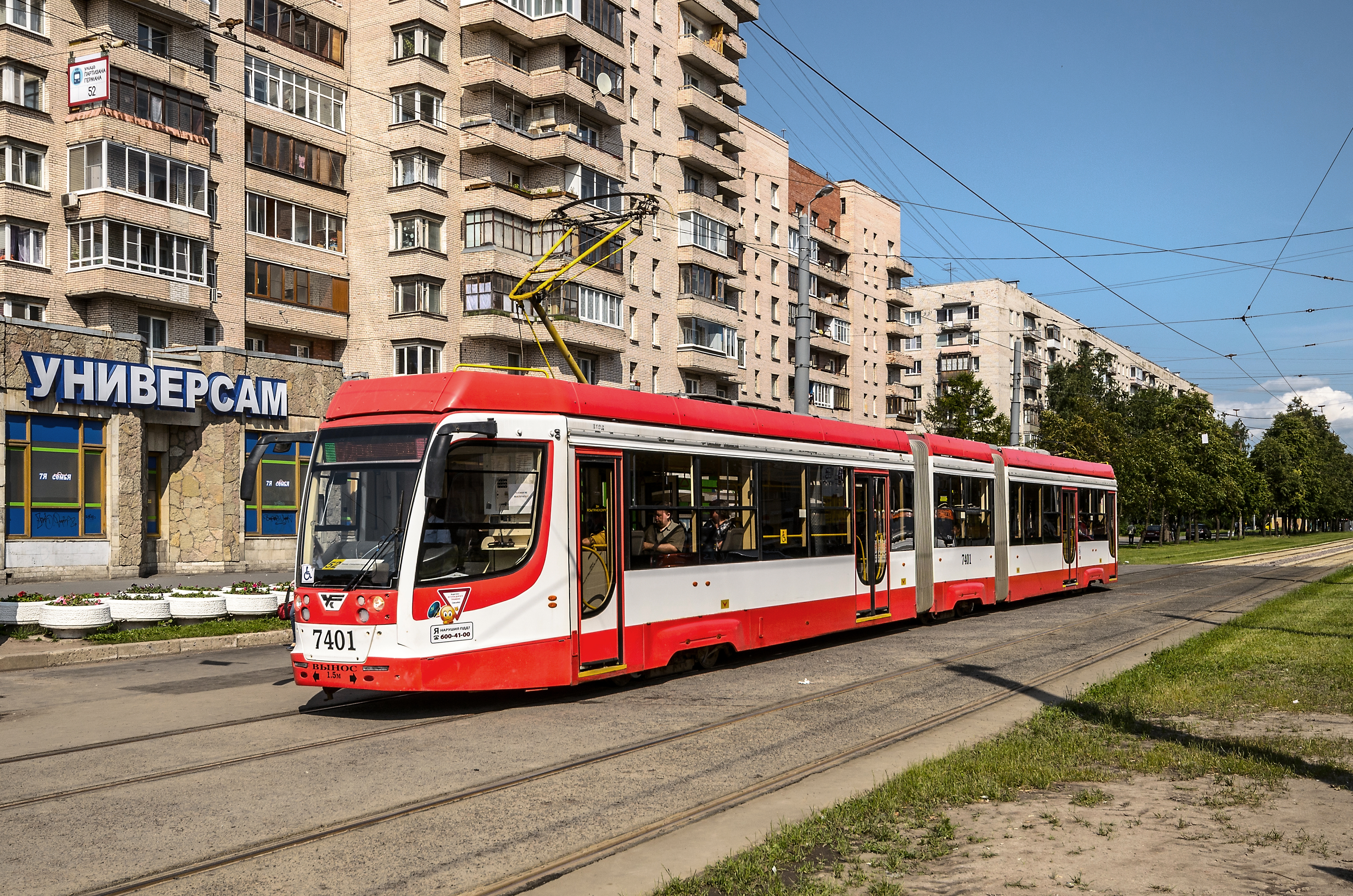
71-631-02 w Petersburgu